# 新生站 (江原道)
新生站（韓語：신생역）是朝鮮民主主義人民共和國江原道洗浦郡新生里的一個鐵路車站，属于青年伊川线。

## 邻近车站
青年伊川线
白山青年站 - 新生站 - 洗浦青年站